# Business City Office Tower
 (mars 2013).
La Business City Office Tower est un gratte-ciel au Koweït, il devrait être terminé en 2008 et comporter 59 étages.